# Dilexit nos
Dilexit nos (« Il nous a aimés » en latin) est la quatrième et dernière encyclique du pape François, publiée le 24 octobre 2024. Elle porte sur le Sacré-Cœur de Jésus.
La date de cette publication coïncide avec le 350e anniversaire de la première apparition du Sacré-Cœur à Paray-le-Monial devant Marguerite-Marie Alacoque. D'une spiritualité marquée par l'influence de l'École française ainsi que de la Compagnie de Jésus, l'encyclique se situe dans la continuité des sujets d'éthique sociale abordés par François au long de son pontificat. Elle se veut, à travers le thème de l'amour du Christ, une réflexion sur les difficultés du monde d'aujourd'hui.

## Présentation

### Contenu
Le titre complet est Lettre encyclique "Dilexit nos" du Saint-Père François sur l'amour humain et divin du Cœur de Jésus-Christ. 
La phrase Dilexit nos est une citation de l'Épître aux Romains (8:37), où Paul évoque le Christ,. Elle se réfère également à l'Évangile selon Jean (ch. 15) et à la Première épître de Jean (ch. 4).
L'essentiel du contenu, qui occupe 130 pages, porte sur la dévotion au Sacré-Cœur de Jésus, courant spirituel popularisé à partir du XVIIe siècle et tombé peu à peu en désuétude au XXe siècle. Ce texte s'inscrit dans la lignée des thèmes développés par le pape François depuis le début de son pontificat, notamment sa volonté de réhabiliter la piété populaire, où il voit une forme de théologie. Il encourage à ne pas enfermer cette dévotion dans un cadre individuel et à préserver son caractère communautaire.

### Structure
L'encyclique se compose de cinq chapitres.
Le premier chapitre, intitulé « L'importance du cœur » (paragraphes 2-31), invoque le cœur de Jésus en lui demandant sa « compassion pour cette terre blessée qu’Il a voulu habiter comme l’un de nous ». 
Le deuxième chapitre, intitulé « Des gestes et des paroles d’amour » (32-47), évoque l’amour du Christ. 
Le troisième chapitre, « Voici le cœur qui a tant aimé » (48-91), exhorte les fidèles à vénérer la totalité de la personne du Christ à travers son cœur. 
Le quatrième chapitre, « L'amour qui donne à boire » (92-163), traite des plaies du Christ sur la croix et de son flanc transpercé, source d'amour pour l'humanité.
Le cinquième chapitre, « Amour pour amour » (164-216), insiste sur l'aspect communautaire, social et missionnaire de la dévotion au Sacré-Cœur de Jésus.
La conclusion (217-220) est une prière.

## Analyse

### Spiritualité
Paul Carpenter note dans La Croix que le pape François, qui passe quelquefois pour prendre des distances avec la France, cite dans son encyclique de nombreux religieux français ou francophones, dont plusieurs figures de l'École française de spiritualité, étroitement liée à la dévotion au Sacré-Cœur. Dilexit nos se réfère en effet à Bernard de Clairvaux, Guillaume de Saint-Thierry, François de Sales, Jeanne de Chantal, Jean Eudes, qui a notamment institué en octobre 1672, dans les communautés eudistes, la messe du Cœur de Jésus,, Marguerite-Marie Alacoque, Claude La Colombière, Thérèse de Lisieux, Charles de Foucauld et Michel de Certeau.
Parmi ces religieux, plusieurs appartiennent à la Compagnie de Jésus. D'une façon générale, écrit le pape François, « la spiritualité de la Compagnie de Jésus a toujours proposé une "connaissance intérieure du Seigneur pour mieux l'aimer et le suivre" » (DN 144) et les Exercices spirituels invitent les retraitants à « entrer dans le cœur du Christ » en contemplant le Crucifié. Plus particulièrement, la publication de Dilexit nos marque le 350e anniversaire de la première apparition du Sacré-Cœur à Paray-le-Monial devant Marguerite-Marie Alacoque, dont le jésuite Claude La Colombière a été l'accompagnateur spirituel, avant de jouer un rôle déterminant dans le développement de la dévotion au Sacré-Cœur de Jésus. L'encyclique évoque nommément les jésuites qui ont abordé ce sujet dans leurs écrits, dont François Borgia, Pierre Favre ou Alphonse Rodriguez. De fait, la Compagnie est consacrée au Sacré-Cœur depuis 1871, consécration renouvelée par Pedro Arrupe en 1972, puis en septembre 2024 par Arturo Sosa à Paray-le-Monial.

### Thématique
Même si Dilexit nos semble a priori en décalage avec l'enseignement du pape François, ce document reprend l'un après l'autre les principaux thèmes de son magistère en matière de théologie morale, de doctrine sociale et d'écologie. En ce sens, les préoccupations qu'exprime l'encyclique face à un « monde déshumanisé » constituent un résumé de l’esprit de son pontificat.
Sa volonté de réhabiliter la piété populaire attachée au Sacré-Cœur de Jésus, de partir du « sens de la foi » des « petits » et de l'amour du Christ pour les humbles (DN 154), est en accord avec le courant latino-américain de la théologie du peuple souvent défendue par François dans ses prises de position. Plus encore, en posant la dévotion au cœur du Christ comme antidote aux errances « structurelles » des sociétés technologiques (DN 14, 84 et 218), il dénonce les « structures de péché », concept propre à la théologie de la libération.
Or ces « structures de péché », ces « structures sociales aliénées », proviennent des comportements individuels (DN 183), de sorte que changer les cœurs amène aussi à transformer les structures sociales. Quand le cœur du Christ demande une « réparation » aux croyants, cette offrande suppose donc, également, un engagement social. Cependant, la « norme morale » ne suffit pas à « susciter un dynamisme social qui restaure et construit le bien » : encore faut-il, dans une éthique fondée sur le « cœur aimant de Jésus » (DN 182 et 183), réapprendre à contempler le monde afin de sauvegarder la beauté de la Création. Il s'agit donc de reconstruire « le bien et le beau », en union avec le cœur du Christ, « au milieu du désastre laissé par le mal ».
Dans sa conclusion, François inscrit explicitement cette méditation sur le Sacré-Cœur dans la lignée de ses réflexions sur l’écologie
(Laudato si’, 2015) et sur la fraternité (Fratelli tutti, 2020).